# Ben Hawkey
Ben Hawkey (Kingston upon Thames, 25 aprile 1996) è un attore britannico.È noto per aver interpretato Frittella nella serie televisiva Il Trono di Spade e Rick Jnr in Beaver Falls.

## Biografia
Nato a Kingston upon Thames nel 1996, ha studiato alla Richard Challoner School e alla Hollyfield School.

## Filmografia

### Attore

#### Cinema
- The Kid, regia di Nick Moran (2010)
- Ra.One, regia di Anubhav Sinha (2011)

#### Televisione
- Il Trono di Spade - serie TV, 12 episodi (2011-2014, 2017)
- Beaver Falls - serie TV, 6 episodi (2011)

#### Cortometraggi
- Skateboards and Spandex, regia di Mustapha Kseibati (2010)

## Doppiatori italiani
Nelle versioni in italiano delle opere in cui ha recitato, Stephen Dillane è stato doppiato da:
- Jacopo Bonanni in Il Trono di Spade (st. 1-3, ep. 7x02)
- Stefano Broccoletti ne Il Trono di Spade (ep. 4x07)